# Franz von Oberhoffer
Franz Xaver Andreas Karl Oberhoffer seit 1900 von Oberhoffer (* 3. November 1838 in Budapest; † 5. Juli 1920 in Freiburg im Breisgau) war ein preußischer General der Infanterie, Generalquartiermeister und Chef der Landesaufnahme.

## Leben

### Herkunft
Franz Oberhoffer war ein Sohn des Opernsängers Karl Oberhoffer (1811–1865) und dessen Ehefrau Pauline, geborene Edle von Jancowicz (1808–1871).

### Militärkarriere
Nach dem Besuch des Lyzeums und des Kadettenhauses in Karlsruhe wurde Oberhoffer am 20. September 1857 als Portepeefähnrich dem 1. Füsilier-Bataillon der Badischen Armee überwiesen. Er avancierte Ende Juli 1858 zum Leutnant und absolvierte nach einem kurzen Kommando zur Pionier-Kompanie von November 1861 bis August 1863 die Höhere Offiziersschule. Am 30. Januar 1864 erfolgte seine Versetzung in den Generalstab der Armee und Ende Oktober 1864 die Beförderung zum Oberleutnant. Während des Krieges gegen Preußen war Oberhoffer vom 19. Juni bis zum 28. August 1866 in das Hauptquartier des VIII. Bundeskorps kommandiert und nahm an den Gefechten bei Tauberbischofsheim, Gerchsheim und Würzburg teil.
Nach dem Krieg war Oberhoffer vom 10. Oktober 1866 bis zum 1. Mai 1868 als Lehrer am Kadettenkorps tätig und wurde zwischenzeitlich im August 1867 beurlaubt, um das Lager der französischen Armee bei Chalons zu besichtigen. Er stieg Mitte März 1868 zum Hauptmann auf, war ab dem 10. Juni 1868 Mitglied der Eisenbahn-Exekutions-Kommission in Baden sowie ab April 1869 auch Mitglied der Militär-Examinations-Kommission. Am 12. April 1870 übernahm Oberhoffer die Leitung der Geschäfte der Topographischen Abteilung des Generalstabes und war ab Mitte Juni 1870 für vierzehn Tage zur Erkundung der Übergänge über die Vogesen im Elsass.
Während des Krieges gegen Frankreich nahm Oberhoffer 1870/71 als Generalstabsoffizier bei der Felddivision an den Kämpfen bei Wörth, Raon-l’Étape, Étival, Bruyères, Étuz, Dijon, Prenois, Nuits, Villafans und Villersexel sowie vor Straßburg und Belfort teil. Neben beiden Klassen des Eisernen Kreuzes wurde ihm das Ritterkreuz des Militär-Karl-Friedrich-Verdienstordens sowie das Ritterkreuz I. Klasse des Orden vom Zährigner Löwen mit Eichenlaub und Schwertern verliehen.
Nach dem Friedensschluss wurde Oberhoffer mit Abschluss der Militärkonvention am 15. Juli 1871 in den Verband der Preußischen Armee übernommen, zunächst dem Großen Generalstab aggregiert und Ende Oktober 1871 einrangiert. Er war erst in der Kriegsgeschichtlichen Abteilung, um die Operationen des Koprs Werder im vorausgegangenen Krieg zu bearbeiten und wechselte dann in die Eisenbahn-Abteilung. Im August bis Anfang September 1873 war er zu Erkundung südlich des Böhmerwalds, stieg Ende September 1873 zum Major auf und führte von Ende Juli bis Anfang September 1875 Erkundungen der Eisenbahnlinien in Österreich durch. Am 18. Januar 1876 wurde Oberhoffer in den Generalstab des II. Armee-Korps nach Stettin versetzt. Mit der Ernennung zum Kommandeur des II. Bataillons im Colbergschen Grenadier-Regiment  (2. Pommersches) Nr. 9 in Stargard kehrte er am 11. Dezember 1879 in den Truppendienst zurück und rückte Mitte September 1880 zum Oberstleutnant auf. Am 11. Februar 1882 erfolgte seine Rückversetzung in den Großen Generalstab und am 27. Mai 1882 die Ernennung zum Chef der Eisenbahn-Abteilung. In dieser Eigenschaft wurde er Mitte Juni 1884 Oberst, erhielt Mitte Mai 1888 den Rang und die Gebührnisse eines Brigadekommandeurs. Nach seiner Beförderung zum Generalmajor war Oberhoffer vom 22. Mai 1889 bis zum 3. November 1890 Kommandeur der 13. Infanterie-Brigade in Magdeburg, wurde anschließend Oberquartiermeister im Großen Generalstab und Mitte November 1890 Generalleutnant. Unter Belassung in seiner Stellung beauftragte man ihn am 18. April 1893 mit der Wahrnehmung der Geschäfte als Chef der Landesaufnahme. Zugleich war er ab Mitte September 1893 auch als Mitglied des Gerichtshofes für Kompetenzkonflikte tätig. Unter Belassung in seiner Stellung als Oberquartiermeister wurde er am 27. März 1894 zum Chef der Landesaufnahme ernannt und erhielt am 21. September 1894 den Kronen-Orden I. Klasse. Unter Belassung in seiner Stellung als Chef der Landesaufnahme wurde er am 18. April 1896 zum General der Infanterie befördert und zum Generalquartiermeister ernannt.
Großherzog Friedrich I. zeichnete ihn am 19. Juli 1898 mit der Goldenen Kette zum Großkreuz des Ordens vom Zähringer Löwen aus und anlässlich der Jahrhundertwende wurde Oberhoffer durch Kaiser Wilhelm II. in den erblichen preußischen Adelsstand erhoben. Er erhielt am 21. Januar 1901 das Großkreuz des Ordens Berthold des Ersten. Am 8. März 1902 wurde Oberhoffer unter Verleihung der Krone zum Großkreuz des Roten Adlerordens mit Eichenlaub mit der gesetzlichen Pension zur Disposition gestellt. Anlässlich seiner Verabschiedung verlieh ihm Großherzog Friedrich I. am 25. März 1902 den Hausorden der Treue und am 10. Dezember 1908 erhielt er das Großkreuz des Wasaordens. Er starb am 5. Juli 1920 in Freiburg im Breisgau.
Der Generalquartiermeister Graf von Waldersee schrieb am 1. Januar 1885 in seiner Beurteilung: „Oberst Oberhoffer ist ein außerordentlich zuverlässiger, gründlich gebildeter Generalstabsoffizier, von scharfem Verstande und ungewöhnlicher Arbeitskraft. Als Chef des Eisenbahnabteilung hat er sich seiner schwierigen, mühevollen und verantwortlichen Stellung völlig gewachsen gezeigt und leistet dem Generalstab hervorragende Dienst.“

### Familie
Oberhoffer heiratete am 2. Mai 1867 in Baden-Baden Lina Haberer (1834–1903), eine Tochter des Domänenverwalters Karl Haberer. Das Paar hatte zwei Kinder:
- Franz Karl (1868–1890)
- Anna (* 1874) ⚭ 1896 Wilhelm von Knudson (1868–1918), preußischer Oberstleutnant[7]